# Лубенников, Леонид Игнатьевич
Леони́д Игна́тьевич Лубе́нников (21 января 1910, дер. Фоминовка, Екатеринославская губерния — 28 ноября 1988, Москва) — советский партийный и государственный деятель, первый секретарь ЦК Коммунистической партии Карело-Финской ССР (1955—56).

## Образование
- Октябрь 1927 — декабрь 1930 — учёба в Новочеркасском индустриально-земледельческом техникуме
- Апрель 1931 — декабрь 1933 — учёба во Всесоюзном агропедагогическом институте (Москва, позже Саратов)
- Сентябрь—октябрь 1939 — слушатель Приволжских окружных политических курсов старшего политического состава
- Апрель 1943 — май 1944 — учёба в Военной академии имени М. В. Фрунзе

## Послужной список
- Декабрь 1930 — апрель 1931 — преподаватель курсов трактористов (Уральская область)
- Декабрь 1933 — март 1939 — директор и преподаватель Баландовской школы комбайнёров (Саратовская область)
- В 1939 году принят в члены ВКП(б)
- Октябрь 1939 — март 1944 — инструктор пропаганды, военком полка (Приволжский военный округ)
- Май 1944 — май 1946 — заместитель командира полка, ранен, на излечении, начальник лагеря репатриированных (Барановичская, Брестская область)
- Июнь 1946 — февраль 1949 — партийный организатор ЦК ВКП(б) на Минском тракторном заводе
- С февраля 1949 — секретарь Минского городского комитета КП(б) Беларуси
- С сентября 1952 — 2-й секретарь Минского городского комитета КП(б) Беларуси
- Сентябрь 1952 — сентябрь 1953 — 1-й секретарь Бобруйского областного комитета КП(б)/КП Беларуси
- Сентябрь 1953—1955 — 1-й секретарь Минского областного комитета КП Беларуси
- С 14 февраля 1954 — кандидат в члены Бюро ЦК КП(б) Беларуси
- С августа 1955 — инспектор ЦК КПСС
- Август 1955 — 25 июля 1956 — 1-й секретарь ЦК КП Карело-Финской ССР
- 25 июля 1956 — сентябрь 1958 — 1-й секретарь Карельского областного комитета КПСС
- Сентябрь 1958 — февраль 1960 — заведующий Отделом промышленности товаров широкого потребления и продовольственных товаров — лёгкой и пищевой промышленности ЦК КПСС
- 12 февраля 1960 — январь 1963 — 1-й секретарь Кемеровского областного комитета КПСС
- 19 января 1963 — 23 декабря 1964 — 1-й секретарь Кемеровского сельского областного комитета КПСС
- Декабрь 1964—1965 — заместитель председателя Комитета партийно-государственного контроля Бюро ЦК КПСС по РСФСР и СМ РСФСР
- 1965—1966 — заместитель председателя Комитета народного контроля СМ РСФСР
- 1966—1981 — заместитель председателя Правления Центрального Союза потребительских обществ (Центросоюза)

Избирался делегатом XIX, XX, XXI (внеочередного) и XXII съездов КПСС, депутат Верховного Совета СССР IV—VI созывов в 1956—1970 годах. В 1956—1966 — член ЦК КПСС.
С 1981 года — на пенсии.
Умер 28 ноября 1988 года в Москве. Похоронен на Кунцевском кладбище.

## Семья
Жена — Нина Дмитриевна (1913—1989).
Сын — Иван Лубенников (1951—2021), российский художник-монументалист, профессор кафедры живописи и композиции МГАХИ им. В. И. Сурикова.

## Награды
- 2 ордена Ленина
- Орден Октябрьской Революции (21.01.1980)
- 2 ордена Красного Знамени (29.10.1944; 09.02.1945)
- орден Отечественной войны I степени (11.03.1985)
- 2 ордена Трудового Красного Знамени
- медали